# Campaneta de la Mare de Déu
La campaneta de la Mare de Déu o corretjola grossa (Calystegia sepium, (L.)) és una espècie de planta classificada a la família de les convolvulàcies. Prolifera en zones temperades de l'hemisferi nord, incloent els Països Catalans, on creix en talussos i vores del bosc. És una planta vivaç amb tiges enfiladisses de fins a 2,5 metres de llargada. Les fulles són sagitades. Les flors de fins a 6 cm de diàmetre amb forma d'embut i amb la corol·la d'un blanc pur. El fruit és una càpsula. És usada com a purgant.